# Fontaine des Innocents

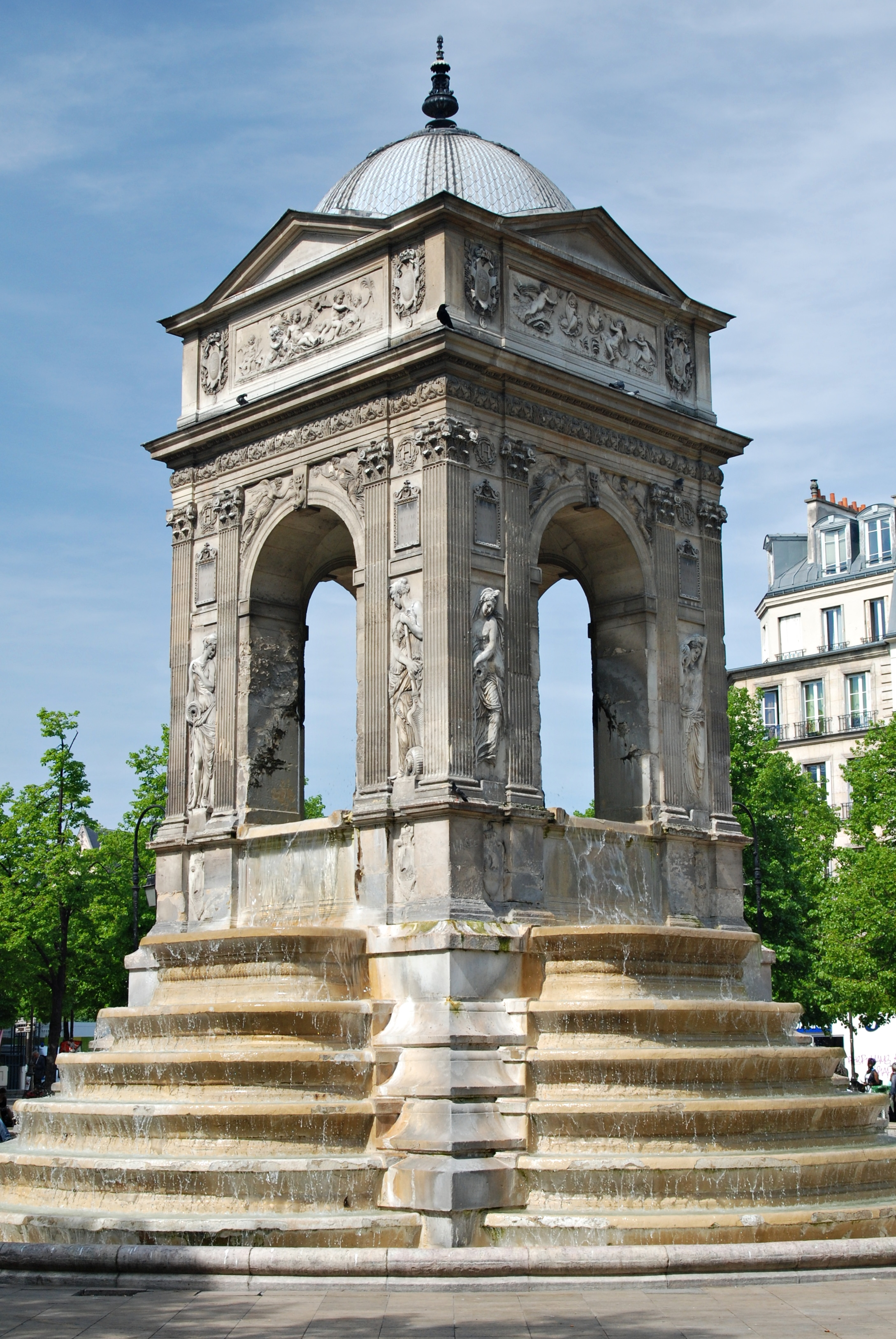
Fontaine des Innocents

A Fontaine des Innocents (Português: Fonte dos Inocentes) é uma fonte pública monumental localizada na praça Joachim-du-Bellay, no distrito de Les Halles, no 1º arrondissement de Paris, França. Originalmente chamada de Fonte das Ninfas, foi construída entre 1547 e 1550 pelo arquiteto Pierre Lescot e pelo escultor Jean Goujon no novo estilo do Renascimento francês. É a fonte monumental mais antiga de Paris.

## História

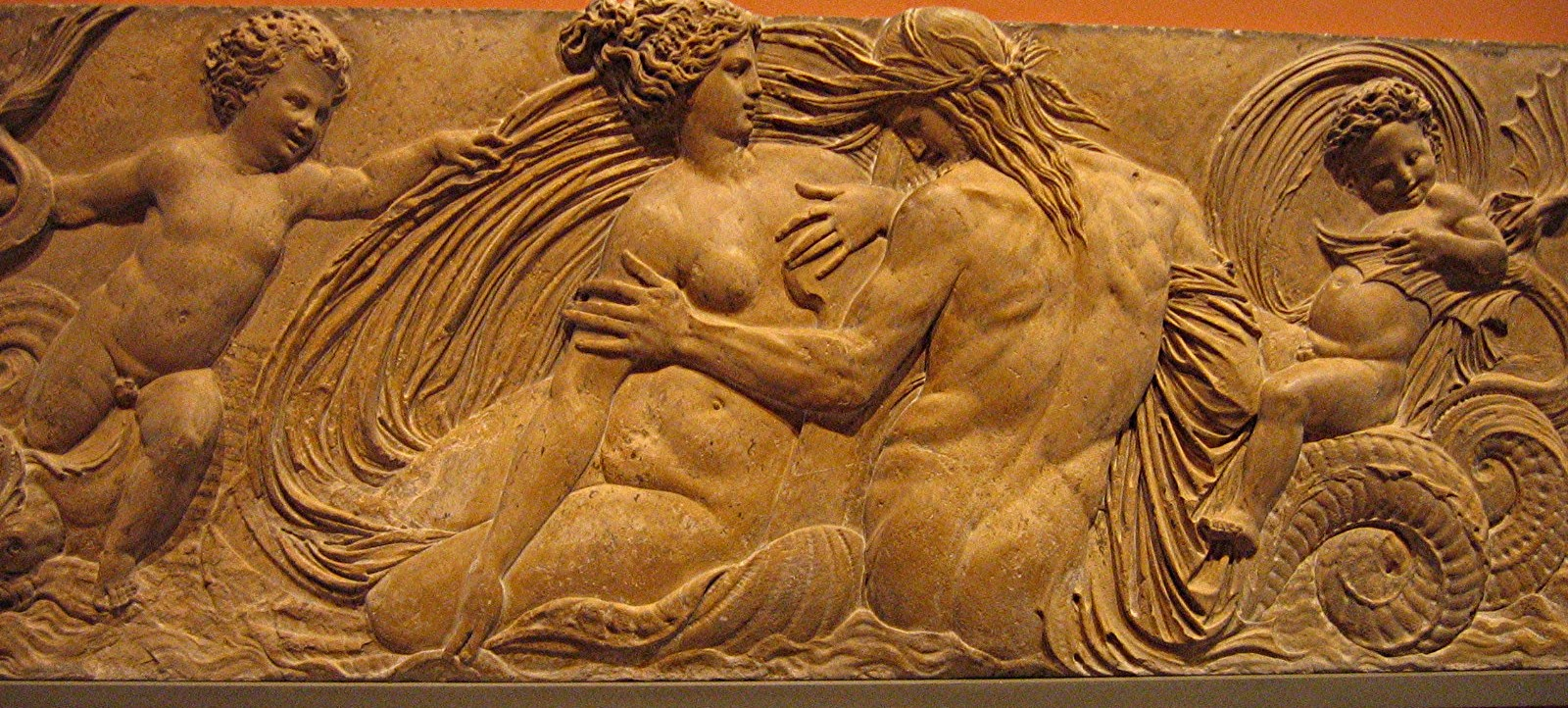
Baixo-relevo de uma ninfa e um tritão (atualmente no Louvre)

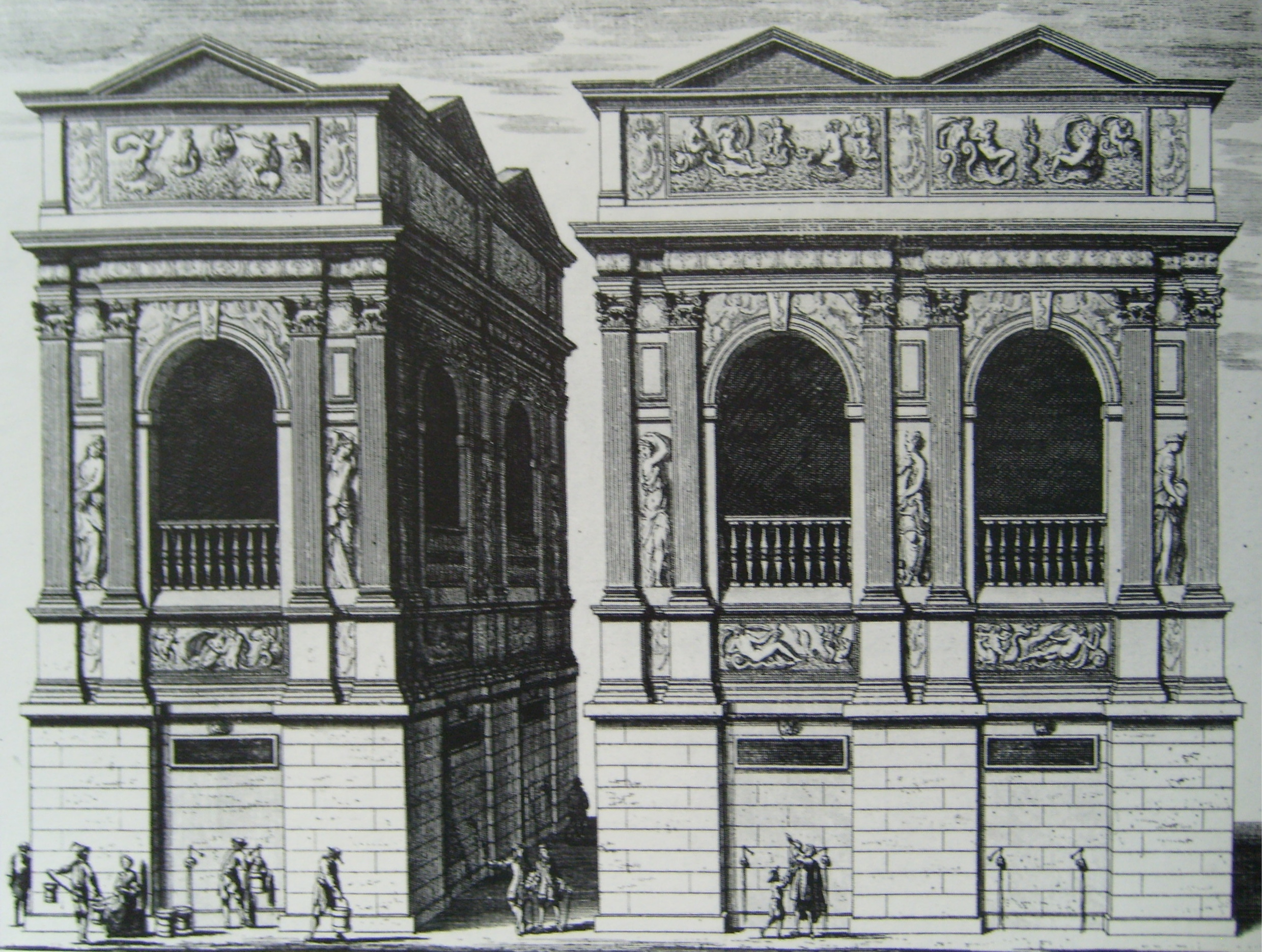
Vistas frontal e lateral da Fontaine des Innocents em sua forma original, cerca de 1670

A fonte foi encomendada como parte da decoração da cidade para comemorar a solene entrada real do rei Henrique II em Paris em 1549. Artistas foram encarregados de construir monumentos elaborados, em sua maioria temporários, ao longo de sua rota, do Porto Saint-Denis ao Palais de la Cité, passando pelo Châtelet, pela ponte e catedral de Notre Dame. A fonte foi colocada no local de uma fonte anterior, datada do reinado de Filipe II da França, contra a parede do Cemitério dos Santos Inocentes, na esquina da rua Saint Denis (por onde passava a procissão do rei) e da rua aux Fers (atual rua Berger), com duas fachadas em uma rua e uma fachada na outra. Ela deveria servir como uma fonte e também como um grande estande de revisão para os notáveis locais; assemelhava-se às paredes de uma grande residência, com torneiras de água ao longo da rua no nível da rua e uma escada para a lógia no nível superior, onde os oficiais ficavam na varanda para cumprimentar o Rei. Seu nome original era Fonte das Ninfas.

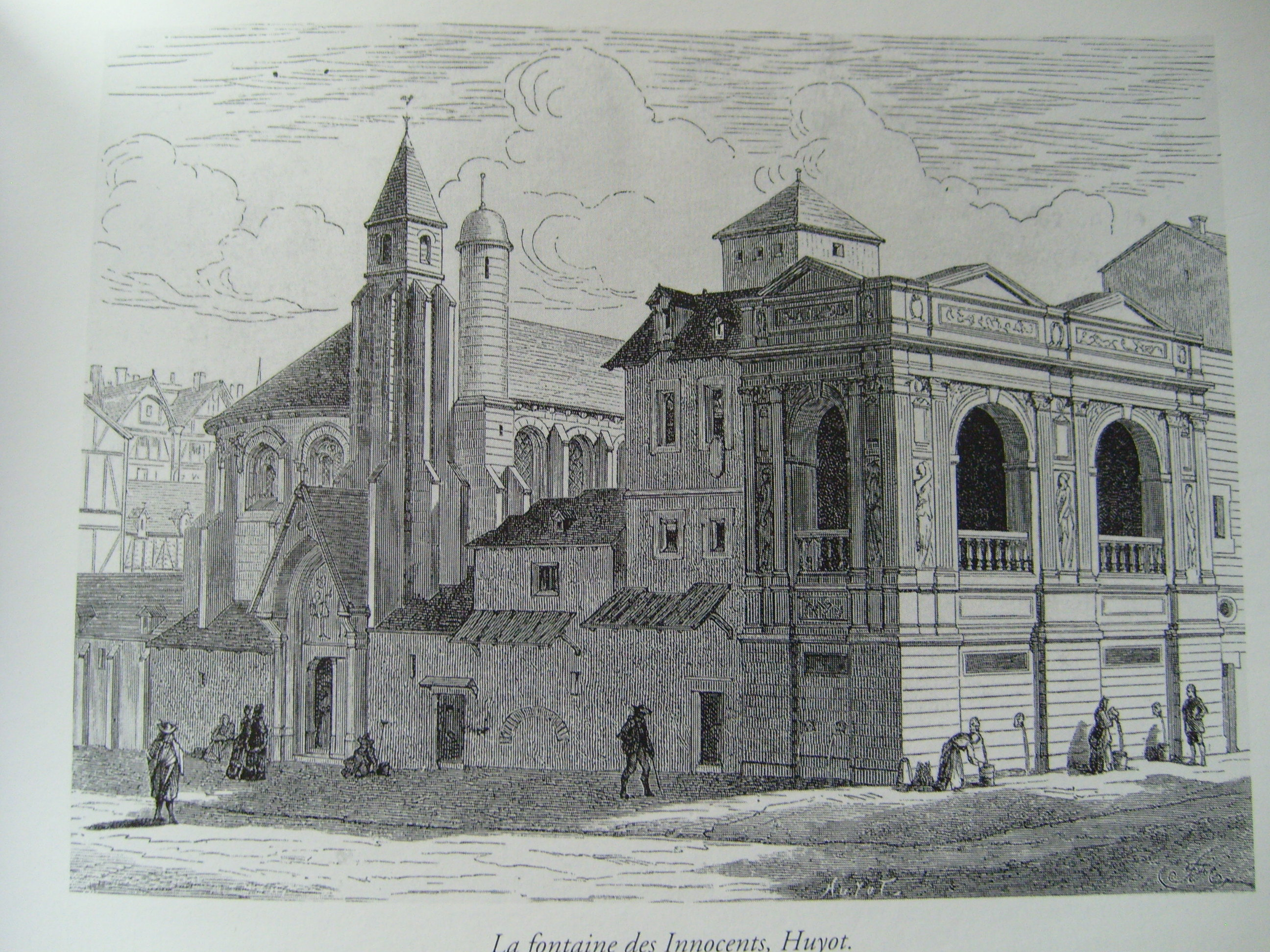
A fonte em sua localização original no século XVII (gravura do século XIX)

Depois que a procissão passava, a estrutura se tornava uma simples fonte de água para a vizinhança, com torneiras ornamentadas com cabeças de leão, que permanentemente gotejavam água. O andar superior da fonte acabou sendo transformado em uma residência, com janelas e uma chaminé.

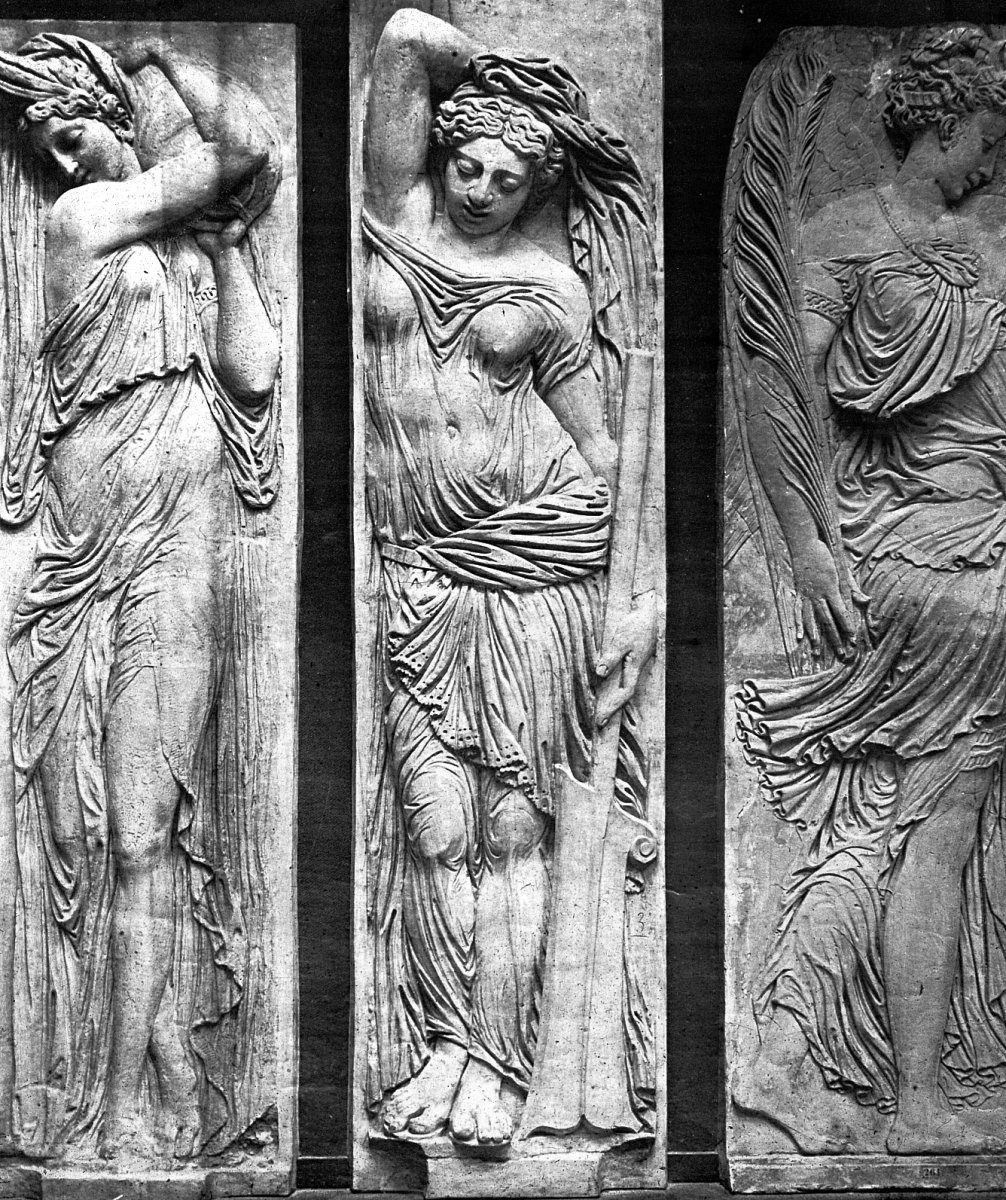
Fontaine des Innocents [relevos]; Louvre, Paris. Arquivos do Museu do Brooklyn, Coleção de Arquivos Goodyear.

Em 1787, por motivos sanitários, os cemitérios de Paris foram transferidos para fora dos muros da cidade, e o antigo cemitério da Igreja dos Santos Inocentes, em cuja parede ficava a fonte, foi transformado em uma praça de mercado, o Marché des Innocents. A fonte estava programada para ser destruída. Ela foi salva em grande parte pelos esforços do escritor Quatremère de Quincy, que escreveu uma carta ao Journal de Paris pedindo a preservação de "Uma obra-prima da escultura francesa." A fonte foi transferida para o meio de uma grande bacia no mercado, erguida em um pedestal de pedra decorado com quatro leões e quatro bacias. O escultor Augustin Pajou foi encarregado de criar uma quarta fachada para a fonte, no mesmo estilo das outras três, para que ela pudesse ser autônoma.

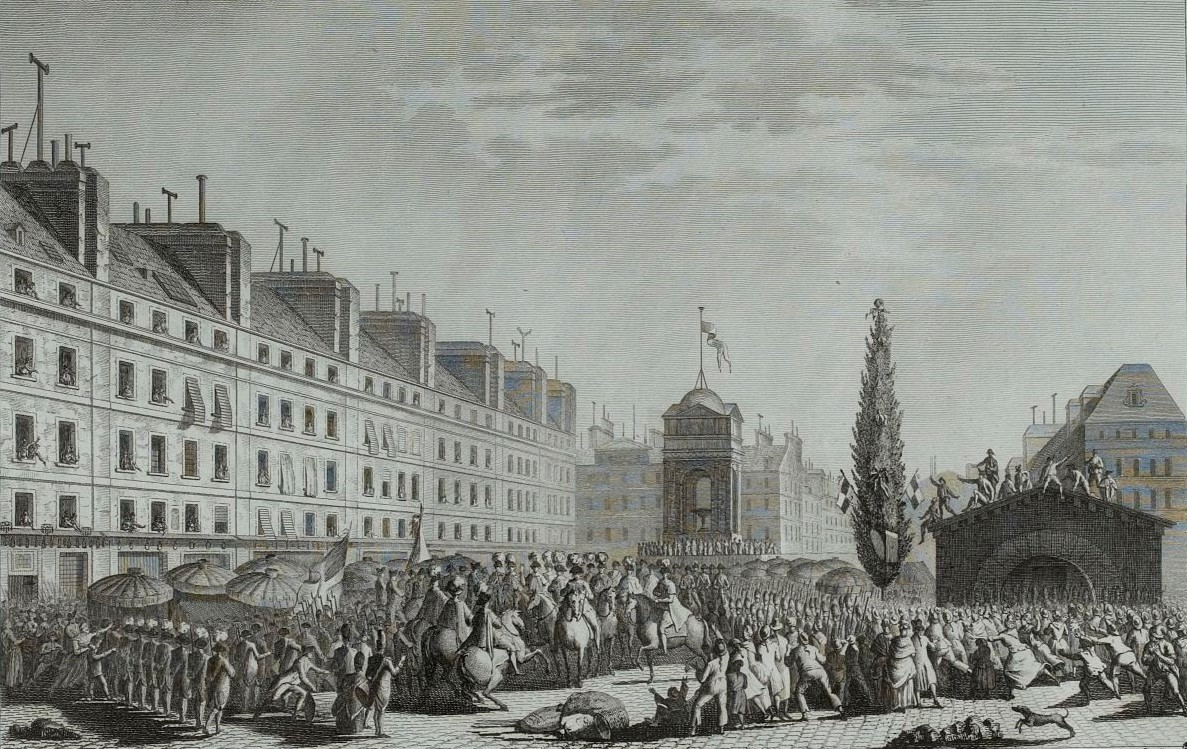
A fonte como era em 1791, quando a constituição francesa foi proclamada no Marché des Innocents

Devido ao sistema de abastecimento de água deficiente de Paris, a fonte produzia apenas um pequeno fluxo de água. Sob o comando de Napoleão Bonaparte, um novo aqueduto foi construído a partir do rio Ourcq e, finalmente, a fonte jorrou água, em tal abundância que ameaçou a decoração escultural. Os baixos-relevos menores na base da fonte foram removidos em 1810 e colocados no Museu do Louvre em 1824.
Em 1858, durante o Segundo Império Francês de Luís Napoleão, a fonte foi novamente transferida para sua localização atual, em um modesto pedestal no meio da praça, e seis bacias de água, uma acima da outra, foram acrescentadas em cada fachada.

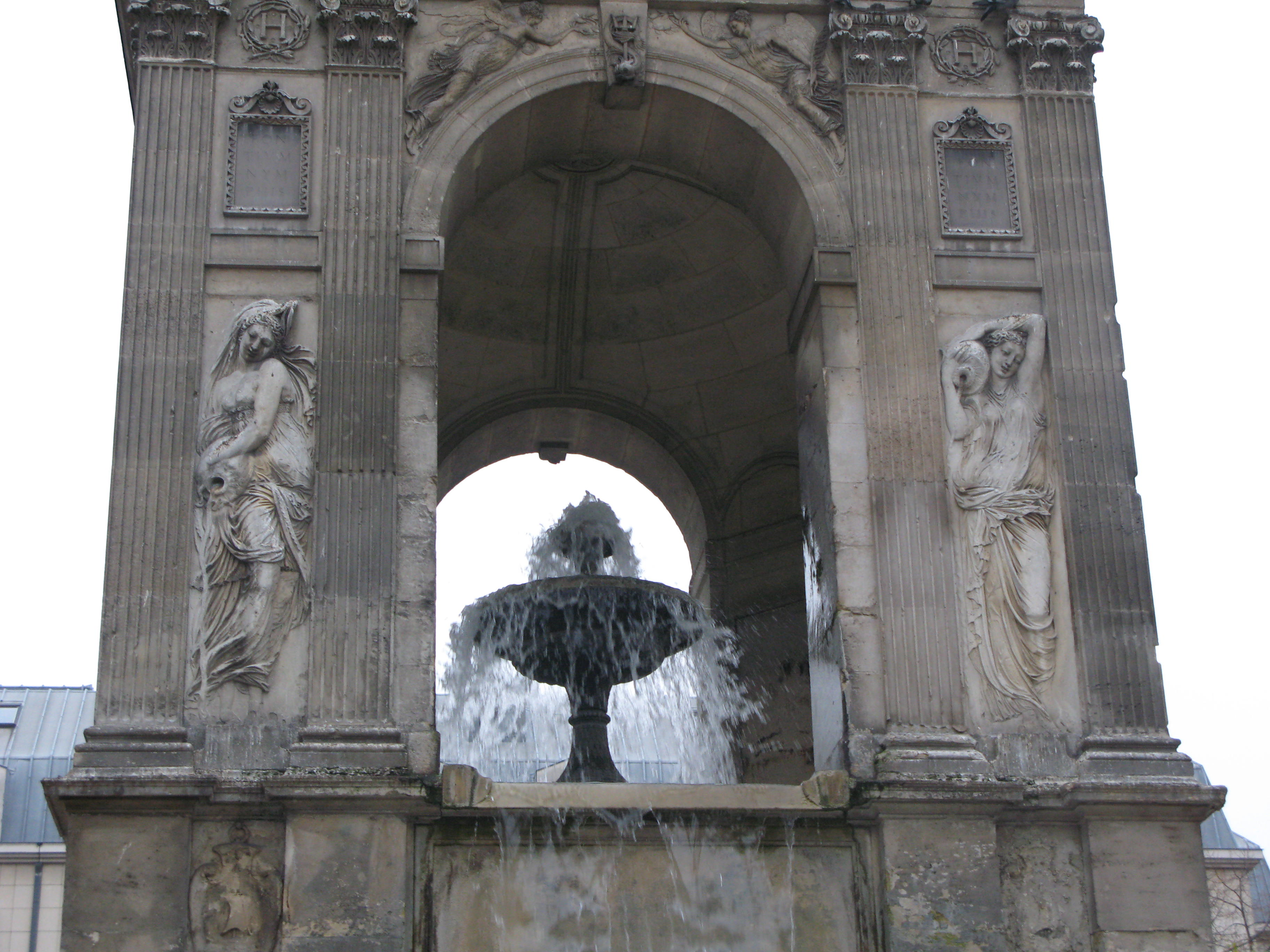
Fontaine des Innocents hoje (detalhe)

## Arquitetura
Pierre Lescot (1510-1578), o arquiteto da fonte, foi responsável pela introdução de modelos clássicos e da arquitetura renascentista francesa em Paris. Francisco I o nomeou arquiteto-chefe do Palácio do Louvre e, nos anos seguintes, transformou o edifício de um castelo medieval em um palácio renascentista. Ele trabalhou com Jean Goujon na decoração de duas fachadas da Cour Carrée do Louvre.
A arquitetura da fonte foi inspirada no ninfeu da Roma Antiga, um edifício ou monumento decorado com estátuas de ninfas, tritões e outras divindades da água, geralmente usado para proteger uma fonte ou nascente.

## Decoração escultural
Em 1547, Jean Goujon (1510-1572) tornou-se o escultor da corte de Henrique II, e essa fonte foi uma de suas primeiras encomendas importantes. No mesmo ano, ele fez ilustrações para a tradução francesa do livro de arquitetura de Vitrúvio, uma importante fonte clássica da arquitetura da Renascença italiana e francesa. Mais tarde, trabalhou novamente com Pierre Lescot nos baixos-relevos para a Cour Carrée do Palácio do Louvre.
Embora fosse o escultor da corte de Henrique II, Goujon era protestante e fugiu para a Itália durante as Guerras Religiosas Francesas, quando Henrique II iniciou uma séria perseguição aos protestantes franceses.
Goujon foi um dos primeiros escultores franceses a se inspirar na escultura da Roma Antiga, especialmente nas esculturas em baixo-relevo dos sarcófagos romanos. A ninfa e o tritão em um dos painéis da fonte (veja a ilustração) se assemelhavam a um sarcófago romano em Grottaferrata, que estava em exibição quando Goujon esteve em Roma e que havia sido tema de vários artistas do século XVI. O cabelo do tritão se assemelhava ao de uma antiga estátua do rio Tibre, que havia sido descoberta em Roma em 1512.
O trabalho de Goujon na fonte também foi inspirado pelos artistas italianos que vieram trabalhar para Francisco I no Palácio de Fontainebleau, Rosso Fiorentino (1495-1540) e Francesco Primaticcio (1504-1570). A ninfa e o dragão marinho na fonte tinham a mesma pose da ninfa de Fontainebleau, de Rosso, na Galerie François I do castelo, e as formas femininas das ninfas, com seus corpos alongados, ombros estreitos e seios pequenos e altos, lembravam as figuras femininas idealizadas de Primaticcio.
A contribuição pessoal de Goujon foi um movimento giratório decorativo nas esculturas, com cortinas onduladas e rolos ondulados feitos de conchas e caudas de criaturas marinhas.